# Spatharios
Lo Spatharios era un membro della scala gerarchica dell'esercito bizantino. Il termine proviene dal greco σπαθάριος "colui che porta la spada". 
Gli spatharioi erano le guardie del corpo e d'onore del generale. Nello Strategikon, manuale d'arte militare dell'impero bizantino del VI secolo, vengono collocati nello schieramento subito dopo il generale e prima dei bucellarii. Col tempo però, persero la loro funzione e il titolo divenne una onorificenza e qualifica nobiliare, che veniva data per distinguere magari un soldato speciale da uno comune, colui che si era attirato le grazie del generale, e che l'aveva scelto per averlo sempre al suo fianco.